# REALITY

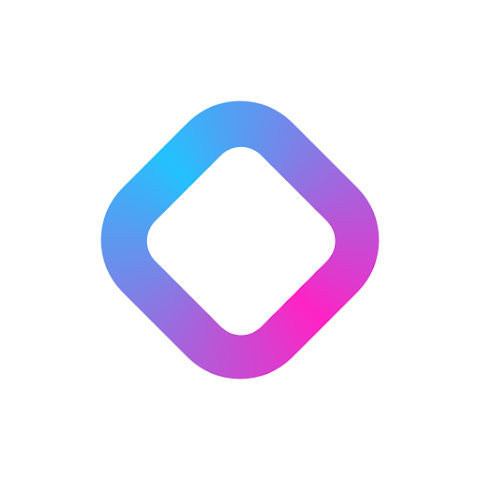

REALITY（リアリティ）は、REALITY株式会社（グリーの子会社、旧社名はWright Flyer Live Entertainment）が運営するバーチャルライブ配信アプリである。スマートフォンを使い誰でも気軽にライブ配信と視聴ができるライブコミュニケーションサービス。他のライブ配信とは違い、顔出しをせずアニメキャラクターのようなオリジナルアバターを作り、配信者のトークと視聴者のコメントで、ライブ配信を盛り上げることが出来る、いわゆるVtuberが簡単に作れるサービスである。

## 概要
2018年8月よりサービスを開始し、2022年10月にはダウンロード数が1,000万に達した。63の国と地域で12言語に対応している。